# 管碧玲
管碧玲（1956年12月9日—），綽號管媽，臺灣政治人物，民主進步黨籍，生於臺中市豐原區，現任中華民國海洋委員會主任委員、國立臺北大學公共行政暨政策系兼任副教授，曾任五屆立法委員。

## 早年
管碧玲出生於臺中市豐原區，有客家背景。1979年大學畢業後即在母校國立中興大學法商學院公共行政系服務，並在國立台灣大學取得政治學博士學位。在國立中興大學法商學院歷任助教、講師、副教授，後國立中興大學法商學院獨立改成立為國立臺北大學，繼續在國立臺北大學公共行政暨政策學系專任副教授（現仍為兼任副教授）。

## 公職與選舉
2000年借調到高雄市政府擔任新聞處長、高雄市政府文化局長，到2004年4月17日兩次四年借調期滿，遂辭去國立臺北大學專任教職。
2004年9月15日，因參選立法委員辭去文化局長等所有本兼職。當選後，連任五屆。
2023年1月，在第二次蘇貞昌內閣總辭後，管碧玲於隨後的陳建仁內閣擔任海洋委員會主任委員；2024年留任卓榮泰內閣。

## 政策立場
- 食品風暴時提案，將黑心廠家從必須證明民眾的傷害與黑心食品有「因果相關」才能定罪的「結果犯」，改為只要廠家有黑心行為便可不必證明與受害者的關連即能課罪的「行為犯」，並三讀立法通過[3][4]。

- 2014年臺北市長選舉候選人柯文哲之妻陳佩琪於2014年雙十節假日代表參訪美國之柯文哲掃街拜票[5]，儘管銓敘部於2009年即有公文就《公務人員行政中立法》函釋「公務人員之配偶……為公職候選人時，如公務人員僅以眷屬身分為其配偶...之公職候選人站台且未予助講乃人之常情，且未涉及動用行政資源、利用職務關係或使用職銜名器，應非本法...立法原意所限制範圍，爰予明文排除。」中國國民黨陣營卻仍以陳佩琪在公立醫院任職而質疑她有違行政中立，管碧玲痛批此舉為「一個蠢蛋政府的這種無聊心態，只能搖頭嘆息！」[6]11月11日，立法院通過管碧玲提案修法，候選人的公務員配偶及二親等內的親屬可公開站台、助講、遊行及拜票。[7][8]

- 民進黨立委尤美女提案死刑犯可申請赦免條款，管碧玲為連署立委之一。[9]

## 言論及爭議
- 2006年民進黨高雄市長黨內初選，管碧玲曾以「有爭議的候選人」影射陳菊，卻始終說不清楚何謂「爭議」，遭李昆澤反駁。[10]

- 管碧玲於立院交通委員會因有年長資深市民陳情而臨時提案，要求未來購買智慧型手機，電信業者須提供課程，並要求NCC協調，但疑因遭網友虧翻，最後管碧玲主動撤回提案。[11]

- 2008年管碧玲在立法院衝突時掌摑國民黨立法委員洪秀柱而鬧上法院，經過三年的纏訟，最後在法官勸說下，雙方達成和解。[12]此事件起因乃是管碧玲等民進黨委員之提案，遭國民黨書記長林益世反對，引爆議場衝突。在衝突中，洪秀柱將民進黨的看板丟棄，剛好打到管碧玲助理。管碧玲起身與洪秀柱理論，並打了洪秀柱一巴掌。

- 管碧玲疑似居住在前鎮區鄭和南路的豪宅，而不住在選區戶口內，遭很角色週報踢爆，疑似幽靈戶口參選。[13]

- 管碧玲在陳為廷性騷擾事件被曝出後，呼籲民進黨給陳為廷機會，遭到網友炮轟。[14]

- 2015年11月4日，管碧玲在Facebook表示，需要入院，並發39.5度高熱。Facebook專頁「公民1495行動聯盟」指出她患上登革熱，但她當時否認[15]。管碧玲於某造勢場合致詞時，表示「得過登革熱，才是正字標記最純的高雄人啦」、「沒得過登革熱，高雄的血統，血裡面的高雄血統不純。」遭媒體及網友大力撻伐，管碧玲回應是在安慰在場的二位剛得過登革熱，且熟識的支持者（影片中稱呼其中之一為阿眉姊）而已，是有心人「斷章取義」、「抹黑」她，隔日於臉書專頁上不表道歉但坦承「失言」。[16][17][18][19][20]

- 管碧玲2011年怒批當時衛生署長邱文達在WHA使用「中華台北」的名稱就等於是中國台北，指邱文達賣掉主權，台灣淪為「小三」[21]，但2016年民進黨執政後仍以中華台北參與WHA，管碧玲稱因為童振源有表達不接受邀請函首次增列的「一中原則」，因此「民進黨的參加和馬政府的參加完全不同」。[22]

- 2012年管碧玲表示應該停辦金馬獎，成立新的國際性的影展。[23]此番言論隨後遭到包含導演侯孝賢、柯一正、製片李烈、文化部長龍應台等多名藝文電影圈人士批評不要因為政治目的撕裂分解華人電影圈的盛事。[24][25]

- 2016年7月12日，南海仲裁案認定包括太平島在內的南沙群島所有島礁均為「岩礁」。7月14日，民進黨立委管碧玲指出，政府過去就沒依太平島劃設二百浬經濟海域，仲裁結果並未影響現有的經濟海域。民進黨政府的官員證實了管碧玲對經濟海域的認知，但年代新聞主播張雅琴在節目中嚴詞批評管碧玲的說法。[26][27]

- 2017年1月11日，立法院處理《電業法》爭議條文，時代力量、國民黨原住民立委分別提出修正動議，要求在民國110年將核廢料遷出蘭嶼，不過在民進黨立委人數優勢下，時力和國民黨團的提案表決最後都未獲通過。管碧玲發言時不斷向原住民抱歉，但強調不能說謊。[28]

- 2024年3月1日，在2024年金門近海快艇翻覆事故發生後，立法院內政委員會原定4日邀請海洋委員會主委管碧玲、陸委會主委邱太三等人進行專案報告；但管碧玲卻對報告名稱不滿，並自行修改報告名稱。對此，內政委員會召委、原住民立委高金素梅發文表示，內政委員會專報名稱源自“海巡署”直播記者會名稱，並痛批管碧玲的做法是傲慢無比。[29]

- 2024年3月1日，管碧玲在回應朱鳳蓮公開批評其言論“極為冷血”時，摸了發問男性記者（來自中天新聞台）的左臉，稱“看看我的體溫”，引發性騷擾的爭議。[30]對此，國民黨立委王鴻薇表示，不管是男性對女性，或是女性對男性，做出身體上的觸摸「已構成性騷」，抨擊管碧玲性平不及格，呼籲官員不要隨便對記者動手動腳。[31]

## 作品節選

### 出版物
| 出版日期     | 書名                         | 出版社 | ISBN               |
| 2017年6月1日 | 《爸爸的吉他：管碧玲的初衷》 | 圓神   | ISBN 9789861336091 |

## 選舉紀錄
| 年度 | 選舉屆數           | 選舉區                                 | 所屬政黨   | 得票數    | 得票率 | 當選標記                     | 備註 |
| ---- | ------------------ | -------------------------------------- | ---------- | --------- | ------ | ---------------------------- | ---- |
| 2004 | 第六屆立法委員選舉 | 高雄市第一選舉區                       | 民主進步黨 | 46,651    | 12.83% |                              |      |
| 2008 | 第七屆立法委員選舉 | 高雄市第二選舉區                       | 民主進步黨 | 65,604    | 50.54% | 該屆選區重劃                 |      |
| 2012 | 第八屆立法委員選舉 | 高雄市第五選舉區                       | 民主進步黨 | 92,043    | 55.75% | 縣市合併後，原選舉區編號改編 |      |
| 2016 | 第九屆立法委員選舉 | 高雄市第五選舉區                       | 民主進步黨 | 88,506    | 59.44% |                              |      |
| 2020 | 第十屆立法委員選舉 | 全國不分區及僑居國外國民立法委員選舉區 | 民主進步黨 | 4,811,241 | 33.98% |                              |      |

## 外部連結
- 管碧玲(kuanbiling)的Facebook專頁
- 管碧玲的Facebook專頁
- 管碧玲的Instagram帳戶
- YouTube上的管碧玲頻道
- 立法院 - 管碧玲委員簡介 （页面存档备份，存于）
- 高雄長紅 - 管碧玲部落格 （页面存档备份，存于）
- 認真的管媽 (kuanmom)的Plurk專頁

| 政府职务                           | 政府职务                                      | 政府职务         |
| 中華民國政府職務                   | 中華民國政府職務                              | 中華民國政府職務 |
| ---------------------------------- | --------------------------------------------- | ---------------- |
| 前任： 周美伍（代理） 正任：李仲威 | 海洋委員會主任委員 第三任 2023年1月31日－     | 現任             |
| 高雄市政府                         |                                               |                  |
| 前任： 首任                        | 高雄市文化局局長 2003年1月1日–2004年9月15日   | 繼任： 葉景雯    |
| 前任： 姚文智                      | 高雄市新聞處處長 2000年4月17日–2002年12月31日 | 繼任： 許仁圖    |
| 政党职务                           |                                               |                  |
| 民主進步黨                         |                                               |                  |
| 前任： 李俊毅                      | 立法院黨團幹事長 2010年7月9日–2011年1月31日   | 繼任： 高志鵬    |